# Adam Graef
Adam Graef, auch Gräf (* 19. Februar 1882 in Niederselters im Landkreis Limburg-Weilburg; † April 1945 im KZ Bergen-Belsen) war ein deutscher Gewerkschaftssekretär, Bürgermeister und Mitglied des Provinziallandtages der Provinz Hessen-Nassau. Er wurde im KZ Bergen-Belsen ermordet.

## Leben
Nach seiner Schulausbildung absolvierte Adam Graef eine Maurerlehre und leistete von 1902 bis 1904 Militärdienst. Er nahm eine Beschäftigung als Maurerpolier in einem Frankfurter Bauunternehmen auf, betätigte sich politisch mit dem Eintritt in den Deutschen Bauarbeiter-Verband und engagierte sich in der Gewerkschaftsbewegung. 1907 trat er in die SPD ein. Nach seinem Kriegsdienst von 1915 bis 1918 wurde er in seinem Heimatort Erster Beigeordneter und stellvertretender Bürgermeister und übernahm zugleich die Leitung der Geschäftsstelle des Baugewerksbundes in Limburg.
Als Vorsitzender des SPD-Ortsvereins Niederselters war er von 1919 bis 1933 Mitglied des Kreistages des Kreises Limburg, wo er von 1926 an Kreisausschussmitglied war. In den Jahren von 1922 bis 1933 bekleidete er das Amt des Bürgermeisters von Niederselters. Von 1926 bis 1929 hatte er ein Mandat für den Nassauischen Kommunallandtag des preußischen Regierungsbezirks Wiesbaden bzw. für den Provinziallandtag der preußischen Provinz Hessen-Nassau, wo er Mitglied des Bauausschusses und von 1927 an erstes stellvertretendes Mitglied des Landesausschusses war.
Nach der Machtübernahme der Nationalsozialisten wurde er im März 1933 seiner Ämter enthoben und in der Folge mit willkürlichen Verhaftungen und Hausdurchsuchungen der SA belegt. Seinen Lebensunterhalt verdiente er mit dem Betrieb eines Kolonialwarenladens. Graef wurde denunziert und am 18. September 1940 wegen angeblicher „marxistischer Mundpropaganda“ verhaftet und in das Strafgefängnis Frankfurt-Preungesheim überstellt. Von dort kam er im November 1940 in das KZ Sachsenhausen, wo er bis zu seiner Verlegung in das KZ Bergen-Belsen im April 1945 verblieb und aufgrund der dort herrschenden inhumen Lebensbedingungen umkam.
In Niederselters wurde eine Straße nach ihm benannt.